# Friedrich Akel

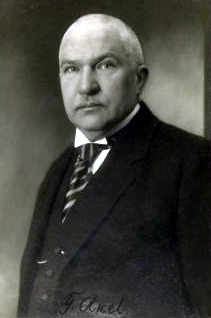
Friedrich Akel.

Friedrich Karl Akel, född 5 september 1871 i Pornuse, guvernementet Livland, död 3 juli 1941 i Tallinn, var en estnisk politiker.

## Biografi
Akel studerade medicin i Tartu 1892–1898 och var från 1898 praktiserande läkare i Reval. Han gick in i politiken som ledamot av kristliga folkpartiet, senare nationella centerpartiet.
Akel blev estnisk minister i Helsingfors 1922–1923, utrikesminister augusti 1923–mars 1924, var estniska republikens riksäldste (statschef) mars–december 1924. Han blev på nytt utrikesminister juni 1926–november 1927 och därefter 1928–1929 minister i Stockholm.
Akel arresterades av NKVD i oktober 1940, och sköts 3 juli 1941.